# スティーブ・エイベリー
スティーブン・トマス・エイベリー（Steven Thomas Avery, 1970年4月14日 - ）は、アメリカ合衆国・ミシガン州トレントン出身の元プロ野球選手（投手）。

## 経歴
1988年のMLBドラフトでアトランタ・ブレーブスから1巡目（全体3位）に指名を受け入団。
1990年シーズン前に発表されたベースボール・アメリカのプロスペクトランキングで1位の評価を受ける。6月13日のシンシナティ・レッズ戦でメジャーデビュー。先発投手としてメジャーに定着し、8月24日のシカゴ・カブス戦でメジャー初完投・初完封を達成するが、3勝11敗・防御率5.64の成績に終わる。
1991年はトム・グラビンやジョン・スモルツらと共に「Young Guns」と呼ばれる先発ローテーションを形成。18勝8敗・防御率3.38を記録し、チームの前年地区最下位からの地区優勝に貢献。ピッツバーグ・パイレーツとのリーグチャンピオンシップシリーズでは2試合に先発し2勝・16.1イニング無失点と好投。チームは4勝3敗でアトランタ移転後初のリーグ優勝を果たし、シリーズMVPに選出された。ミネソタ・ツインズとのワールドシリーズでは第3戦と第6戦に先発するがいずれも勝敗は付かず、チームは3勝4敗で敗退した。サイ・ヤング賞の投票では6位タイに入った。
1992年はリーグ最多タイの35試合に先発して11勝11敗・防御率3.20、キャリアハイの233.2イニングを記録し、チームの2年連続地区優勝に貢献。前年に続きパイレーツとの対戦となったリーグチャンピオンシップシリーズでは第2戦で先発し前年から続く無失点記録を22.1イニングまで伸ばしたが、第5戦では1アウトしか取れず4失点でノックアウトされる。最終第7戦では満塁の場面でリリーフしてピンチを凌ぎ、チームは逆転サヨナラ勝利でリーグ優勝を決めた。トロント・ブルージェイズとのワールドシリーズでは第3戦では9回途中3失点で敗戦投手。第6戦では4回2失点で勝敗付かず、チームは2勝4敗で敗退した。
1993年は前半戦で8連勝を記録するなど9勝を挙げ、初のオールスターゲームに選出される。後半戦で防御率2.37と更に調子を上げ、18勝6敗・防御率2.94を記録し、チームは3年連続地区優勝。フィラデルフィア・フィリーズとのリーグチャンピオンシップシリーズでは2試合に先発し、防御率2.77と好投したが勝敗は付かず、チームは2勝4敗で敗退した。
1994年はストライキの影響で8勝に留まる。
1995年は7勝13敗・防御率4.67に終わるが、チームは地区優勝。コロラド・ロッキーズとのディビジョンシリーズではリリーフで1試合のみの登板。シンシナティ・レッズとのリーグチャンピオンシップシリーズでは第4戦で6回無失点の好投を見せ、4連勝でリーグ優勝を果たす。クリーブランド・インディアンスとのワールドシリーズでは第4戦で6回1失点と好投し勝利投手。チームは38年ぶり、アトランタ移転後初のワールドチャンピオンに輝いた。
1996年は5月までは好調だったがその後調子を落とし、7月に故障で戦線離脱。7勝10敗・防御率4.47に終わる。チームは2年連続のリーグ優勝を果たすが、ポストシーズンでは先発登板はなし。ニューヨーク・ヤンキースとのワールドシリーズでは第4戦でリリーフ登板するが敗戦投手となり、チームは2勝4敗で敗退した。オフにフリーエージェントとなる。
1997年1月22日にボストン・レッドソックスと契約。同年は6勝7敗・防御率6.42。
1998年は10勝7敗・防御率5.02と振るわず、オフにフリーエージェントとなり12月21日にシンシナティ・レッズと契約。
1999年は96イニングながらキャリアワーストの78四球と制球難に陥り、7月23日の登板を最後に離脱。オフに再びフリーエージェントとなった。
2000年2月22日に古巣ブレーブスとマイナー契約。しかし制球難でマイナーでも結果は残せず、2001年5月30日に解雇。
2003年1月23日にデトロイト・タイガースと契約。リリーフで19試合に登板して2勝を記録し、引退。

## 詳細情報

### 年度別投手成績
| 年 度     | 球 団     | 登 板 | 先 発 | 完 投 | 完 封 | 無 四 球 | 勝 利 | 敗 戦 | セ 丨 ブ | ホ 丨 ル ド | 勝 率 | 打 者 | 投 球 回 | 被 安 打 | 被 本 塁 打 | 与 四 球 | 敬 遠 | 与 死 球 | 奪 三 振 | 暴 投 | ボ 丨 ク | 失 点 | 自 責 点 | 防 御 率 | W H I P |
| --------- | --------- | ----- | ----- | ----- | ----- | -------- | ----- | ----- | -------- | ----------- | ----- | ----- | -------- | -------- | ----------- | -------- | ----- | -------- | -------- | ----- | -------- | ----- | -------- | -------- | ------- |
| 1990      | ATL       | 21    | 20    | 1     | 1     | 0        | 3     | 11    | 0        | --          | .214  | 466   | 99.0     | 121      | 7           | 45       | 2     | 2        | 75       | 5     | 1        | 79    | 62       | 5.64     | 1.68    |
| 1991      | ATL       | 35    | 35    | 3     | 1     | 1        | 18    | 8     | 0        | --          | .692  | 868   | 210.1    | 189      | 21          | 65       | 0     | 3        | 137      | 4     | 1        | 89    | 79       | 3.38     | 1.21    |
| 1992      | ATL       | 35    | 35    | 2     | 2     | 0        | 11    | 11    | 0        | --          | .500  | 969   | 233.2    | 216      | 14          | 71       | 3     | 0        | 129      | 7     | 3        | 95    | 83       | 3.20     | 1.23    |
| 1993      | ATL       | 35    | 35    | 3     | 1     | 2        | 18    | 6     | 0        | --          | .750  | 891   | 223.1    | 216      | 14          | 43       | 5     | 0        | 125      | 3     | 1        | 81    | 73       | 2.94     | 1.16    |
| 1994      | ATL       | 24    | 24    | 1     | 0     | 1        | 8     | 3     | 0        | --          | .727  | 628   | 151.2    | 127      | 15          | 55       | 4     | 4        | 122      | 5     | 2        | 71    | 68       | 4.04     | 1.20    |
| 1995      | ATL       | 29    | 29    | 3     | 1     | 0        | 7     | 13    | 0        | --          | .350  | 724   | 173.1    | 165      | 22          | 52       | 4     | 6        | 141      | 3     | 0        | 92    | 90       | 4.67     | 1.25    |
| 1996      | ATL       | 24    | 23    | 1     | 0     | 1        | 7     | 10    | 0        | --          | .412  | 567   | 131.0    | 146      | 10          | 40       | 8     | 4        | 86       | 5     | 0        | 70    | 65       | 4.47     | 1.42    |
| 1997      | BOS       | 22    | 18    | 0     | 0     | 0        | 6     | 7     | 0        | --          | .462  | 453   | 96.2     | 127      | 15          | 49       | 0     | 2        | 51       | 4     | 0        | 76    | 69       | 6.42     | 1.82    |
| 1998      | BOS       | 34    | 23    | 0     | 0     | 0        | 10    | 7     | 0        | --          | .588  | 546   | 123.2    | 128      | 14          | 64       | 0     | 4        | 57       | 7     | 0        | 74    | 69       | 5.02     | 1.55    |
| 1999      | CIN       | 19    | 19    | 0     | 0     | 0        | 6     | 7     | 0        | 0           | .462  | 426   | 96.0     | 75       | 11          | 78       | 0     | 1        | 51       | 4     | 1        | 62    | 55       | 5.16     | 1.59    |
| 2003      | DET       | 19    | 0     | 0     | 0     | 0        | 2     | 0     | 0        | 1           | 1.000 | 71    | 16.0     | 19       | 5           | 7        | 1     | 0        | 6        | 0     | 0        | 11    | 10       | 5.63     | 1.63    |
| MLB：11年 | MLB：11年 | 297   | 261   | 14    | 6     | 5        | 96    | 83    | 0        | *1          | .536  | 6609  | 1554.2   | 1529     | 148         | 569      | 27    | 26       | 980      | 47    | 9        | 800   | 723      | 4.19     | 1.35    |

- 各年度の太字はリーグ最高
- 「-」は記録なし
- 通算成績の「*数字」は、不明年度がある事を示す

### 記録
- MLBオールスターゲーム出場：1回（1993年）